# Krînîciuvatka, Ustînivka
Krînîciuvatka (în ucraineană Криничуватка) este localitatea de reședință a comunei Krînîciuvatka din raionul Ustînivka, regiunea Kirovohrad, Ucraina.

## Demografie
Componența lingvistică a localității Krînîciuvatka
     Ucraineană (97,15%)
     Rusă (2,35%)
     Alte limbi (0,5%)
Conform recensământului din 2001, majoritatea populației localității Krînîciuvatka era vorbitoare de ucraineană (97,15%), existând în minoritate și vorbitori de rusă (2,35%).